# 横浜市立市民病院
横浜市立市民病院（よこはましりつしみんびょういん）は、神奈川県横浜市神奈川区にある医療機関。横浜市が横浜市病院事業の設置等に関する条例（昭和41年横浜市条例第60号）に基づき設置した病院である。地域医療支援病院の承認を受けるほか、地域周産期母子医療センター、災害拠点病院などの機能を有する。「慶應義塾大学関連病院会」に所属する慶應義塾大学病院、横浜市立大学の関連病院である。

## 沿革
- 1956年（昭和31年）4月 - 病院建設計画着手
- 1960年（昭和35年）10月18日 - 横浜市保土ケ谷区岡沢町に病院開設（内科、小児科、外科、産婦人科、4科42床で開院）
- 1961年（昭和36年）
  - 第2回BCS賞を受賞。
  - 7月 - 増床（100床）及び増科（6科）整形外科、皮膚泌尿器科、眼科、耳鼻咽喉科、理学診療科、麻酔科を図る。
- 1963年（昭和38年）3月 - 増床を図り、病床数合計192床となる。
- 1967年（昭和42年）
  - 6月 - 皮膚泌尿器科を『皮膚科と泌尿器科』に分科、診療科合計12科制となる。
  - 9月 - 病院拡張整備（増築）工事完成。病床数を201床とする。
- 1981年（昭和56年）6月 がん検診センター業務を開始。
- 1986年（昭和61年）11月 病院再整備工事完成（第1期）。
- 1989年（平成元年）
  - 3月 - 病院再整備工事完成（第2期）。
  - 7月 - 理学診療科を放射線科への名称変更。理学診療科（リハビリテーション科）を新設し診療科合計16科制へ。
- 1991年（平成3年）8月 病院再整備工事完成（西病棟改築）。
- 1993年（平成5年）5月 感染症外来を開設。
- 2005年（平成17年）1月 外科を『外科と形成外科』に分科。胸部外科『呼吸器外科と心臓血管外科』に分科。神経精神科を精神科へ名称変更する。診療科合計22科制となる。
- 2006年（平成18年）3月 『内視鏡センター』と『外来化学療法室』の2施設を開設。
- 2009年（平成21年）
  - 3月 - 緩和ケア病棟整備工事完成。
  - 5月 - 緩和ケア病棟を開設。
- 2020年5月1日 - 保土ケ谷区岡沢町から神奈川区三ツ沢西町の現在地に移転。

## 診療科
内科系
- 消化器内科
- 呼吸器内科
- 循環器内科
- 腫瘍内科
- 感染症内科
- 腎臓内科
- 糖尿病リウマチ内科
- 血液内科
- 脳神経内科
- 神経精神科
- 小児科
- 緩和ケア内科
- 放射線治療科
- 麻酔科(ペインクリニック)
- 女性総合外来

外科系
- 消化器外科
- 呼吸器外科
- 心臓血管外科
- 脳神経外科
- 炎症性腸疾患(IBD)科
- 整形外科
- 形成外科
- 救急脳神経外科
- 乳腺外科
- 産婦人科
- 眼科
- 耳鼻咽喉科
- リハビリテーション科
- 皮膚科
- 泌尿器科
- 歯科口腔外科

センター
- がんセンター
- がん検診センター
- 母子医療センター

中央支援部門
- 救急総合診療科（救命救急センター・救急（ER）外来）
- 放射線診断科
- 病理診断科
- 内視鏡センター
- 血液透析室

診療科外部門
- 看護部
- 画像診断部
- 検査部
- 薬剤部
- 栄養部
- 臨床工学部
- リハビリテーション部

## 医療機関の指定等
- 保険医療機関[2]
- 生活保護法指定医療機関[2]
- 結核指定医療機関[2]
- 労災保険指定医療機関[2]
- 身体障害者福祉法指定医の配置されている医療機関[2]
- 横浜市個別予防接種協力医療機関
- 公職選挙法による不在者投票施設
- 母子保健法による指定精密健康診査実施医療機関指定（3歳児）
- 指定精密健康診査実施医療機関指定（1歳6ヶ月児）
- 障害者自立支援法による指定自立支援医療機関（育成医療・更生医療）の指定、戦傷病者特別援護法による療養給付の医療機関指定（眼科、耳鼻咽喉科、整形外科）
- 指定自立支援医療機関（精神通院医療）[2]
- 精神保健指定医の配置されている医療機関[2]
- 救急医療指定病院（救命救急センター[2]）
- 児童福祉法による児童福祉施設（第1種助産施設）
- 指定養育医療機関[2]
- 指定小児慢性特定疾病医療機関[2]
- 難病の患者に対する医療等に関する法律に基づく指定医療機関[2]
- 特定疾患治療研究事業委託医療機関[2]
- 原子爆弾被害者指定医療機関[2]
- 地域周産期母子医療センター
- 母体保護法指定医の配置されている医療機関[2]
- 地域がん診療連携拠点病院[2]
- 第一種感染症指定医療機関 (神奈川県内では本院のみ県知事指定：症例「エボラ出血熱」や「ペスト」等)
- 第二種感染症指定医療機関 (横浜市内では本院のみ県知事指定：症例「ジフテリア」や「SARS」等)
- エイズ治療拠点病院[2]
- 横浜市小児救急拠点病院
- 地域医療支援病院[2]
- 災害拠点病院[2]
- 臨床研修病院[2]
- 臨床修練病院等[2]
- DPC対象病院[2]

## 新型コロナウイルス感染
- 2020年（令和2年）
  - 4月3日、新型コロナウイルスの感染者は2日、国内で新たに279人が確認され、1日としては最多だった4月1日の267人を上回った。このうち神奈川県では、横浜市保土ヶ谷区にある市立市民病院の20歳代女性研修医を含む25人が新たに感染した[3]。
  - 4月5日、横浜市では、市立市民病院に勤める20歳代の男性研修医の感染が判明。男性はすでに感染が判明している女性研修医ら20人と飲食店で「同期会」を開き、研修医5人とカラオケをするなどしていた[4]。

## その他
- 1970年11月9日、健康診断を目的に病院を訪れていた男が、包丁で放射線技師らに襲い掛かり殺傷する事件が発生。1人死亡、2人重傷[5]。

## 交通アクセス
- 横浜駅西口から横浜市営バス34系統(平日日中のみ)・87系統・208系統・209系統にて「市民病院」下車。
- 横浜駅西口から横浜市営バス35系統・50系統・291系統にて「三ツ沢総合グランド入口」下車、徒歩約1分。
- 横浜駅西口から相鉄バス浜1系統・浜5系統・浜7系統・浜10系統・浜11系統・浜13系統・浜44系統・浜83系統にて「三ツ沢総合グランド入口」下車、徒歩約1分。
- 東神奈川駅西口・反町駅・東白楽駅・三ッ沢下町駅・三ツ沢上町駅から横浜市営バス88系統にて「市民病院」下車。
- 相鉄本線和田町駅から市営バス208系統にて「市民病院」下車。
- 横浜市営地下鉄ブルーライン三ツ沢上町駅下車、徒歩約12分。

## 移転計画
同病院は、開設時の敷地（横浜市保土ケ谷区岡沢町56番地）の老朽化が著しく手狭になっていることを受けて、移転先の検討に入っていたが、その有力な候補に三ツ沢公園の敷地とそれに隣接する古河電気工業の社宅用地を挙げていることが産経新聞2014年3月26日付の紙面掲載で分かった。
移転先についてはこのほか横浜市内5か所が候補として挙がっていたが、
1. 現在の病院から約500m程度の移転で済むこと
2. 横浜駅からの交通アクセスが高まること
3. 病院と公園の一体化による災害対策機能の向上が図れること

などを理由として、Jリーグの3チーム（横浜F・マリノス、横浜FC、YSCC横浜）が本拠地として登録しているサッカー専用のニッパツ三ツ沢球技場の裏手にある軟式野球・ソフトボール用の野球場と、古河電工の社宅を再開発して新病棟の建設を計画していたが、2017年9月7日に起工式が行われ着工した。2020年5月1日に開院した。
球技場のすぐ裏手になるとナイター時の光害や、応援団の鳴り物（太鼓、チアスティック、チアリーダーのポンポンなど）での騒音などの問題も発生する恐れがあり、J3リーグ・YSCC横浜理事長の吉野次郎は「なぜ球技場のすぐ隣に病院を建てる狙いがあるのか?」と疑念を示していた。一方で横浜市側は「光害・騒音対策に万全を期することによって、病院内の療養環境を良好に保つようにする」としていた。新しい病院の敷地の北側がスタジアムにあたるため、正反対の南側へ病棟や外来を配することとなった。
なお、病院の移築後は、軟式野球場を現病院の跡地に整備する計画（事実上、軟式野球場と病院の土地を交換する形）を予定している。